# Miguel Ángel Martín

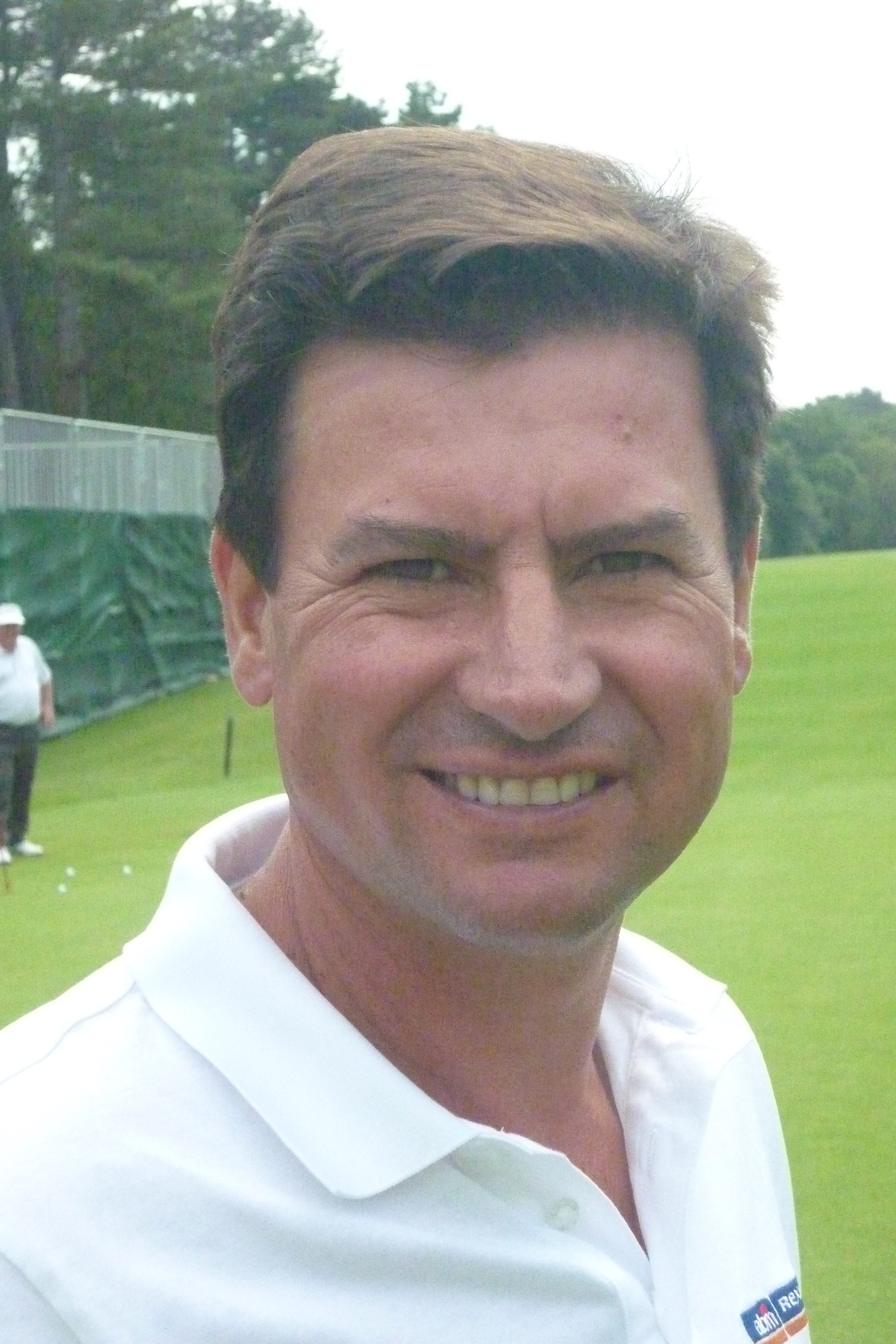

Miguel Ángel Martín (Huelva, 2 mei 1962) is een Spaanse golfprofessional.
Miguel Martin begon als caddie in Madrid en werd in 1981 professional. Vanaf 1983 speelde hij op de Europese PGA Tour, waar hij de eerste continentale speler was die meer dan 500 toernooien speelde. Hij staat ook op de korte lijst van spelers die een ronde hebben gespeeld in minder dan 60 slagen, sinds zijn 59 score tijdens het 1987 South Argentine Open.

In 1996 bereikte hij de 17de plaats op de Order of Merit; hij was toen de beste Spaanse speler in Europa.

In 1997 en 1998 had hij last van een polsblessure. In 2002 werd aan zijn elleboog geopereerd. Sinds 2012 speelt hij op de Europese Senior Tour.

## Nationaal
- 1987: Spanish PGA Championship, Madrid Championship
- 1996: Campeonato de España
- 2000: Madrid Championship
- 2004: Madrid Championship

## Europese PGA Tour
- 1992: Peugeot Open de France op Le Golf National
- 1997: Heineken Classic
- 1999: Moroccan Open na 6-holes play-off tegen David Park uit Wales.

## Teams
- Europcar Cup: 1988 (winnaars)
- World Cup: in 1999 speelde hij met Santiago Luna in Kuala Lumpur, Maleisië. Spanje behaalde de 2de plaats achter Mark O'Meara and Tiger Woods.
- Alfred Dunhill Cup: in 2000 won hij met Miguel Ángel Jiménez en José María Olazabal; Spanje behield de Cup.
- Ryder Cup: in 1997 zat  hij in het team maar kon niet spelen vanwege zijn polsblessure.

Miguel Martin trouwde in 1990, het stel heeft twee kinderen.